# Fausto Maule
Fausto Maule (Rio Claro, 23 de junho de 1973) é um paisagista e ex-ator brasileiro, mais conhecido por seu trabalho em telenovelas como Os Mutantes - Caminhos do Coração e Colégio Brasil.

## Biografia
Fausto começou sua carreira na televisão em 1996, ao ser escalado para participar da telenovela Colégio Brasil, que estava sendo produzida pelo SBT. Posteriormente ele participaria de telenovelas da Rede Globo, Rede Record e Rede Bandeirantes e conseguiria um papel regular no seriado Sandy & Junior, no qual atuou por uma temporada.
Em 2002 o ator interpretou Buddy Holliday na telenovela Coração de Estudante, escrita por Emanuel Jacobina, e continuaria na Rede Globo até 2004, quando fez uma participação especial nos últimos episódios de Da Cor do Pecado, de João Emanuel Carneiro.
Em 2007 Fausto retornou à televisão com um papel regular em Caminhos do Coração como o lobisomem Lupo, que tinha hábitos caninos e instintos de animal, em função de sua mutação. O personagem continuou na trama quando estreou Os Mutantes - Caminhos do Coração, um spin-off criado devido ao sucesso de Caminhos do Coração.

## Carreira

### Televisão
- 1996 - Colégio Brasil como Pãn
- 1996 - Mundo Mágico - Episódio A Ilha dos Piratas como Capitão John John
- 1998 - Meu Pé de Laranja Lima como Bernardo
- 1999 - Tiro & Queda como Gabriel
- 2001 - Sandy & Junior como Alvinho
- 2002 - Coração de Estudante como Buddy Holliday
- 2004 - Da Cor do Pecado como Jamil
- 2008 - Caminhos do Coração como Lupo
- 2008 - Os Mutantes - Caminhos do Coração como Lupo

### Cinema
- 2005 - Jogo Subterrâneo como Tadeu